# Olof Andrén (patristiker)
Gustaf Olof Andrén, född 19 januari 1916 i Jakobs församling i Stockholms stad, död 2 juli 2019 i Uppsala domkyrkodistrikt i Uppsala län, var en svensk präst och patristiker.

## Biografi
Olof Andrén var son till föreståndaren för diakonanstalten Stora Sköndal Bertel Andrén och Betty Ocklind samt bror till Nils Andrén. Efter studentexamen i Falun 1933 blev Andrén filosofie kandidat 1937, teologie kandidat 1940, teologie licentiat 1945 och teologie doktor i systematisk teologi 1960 på en avhandling vid teologiska fakulteten i Uppsala i patristik. Avhandlingen har titeln Rättfärdighet och frid. En studie i det Första Clemensbrevet. Han prästvigdes på pingstdagen 1940 av Erling Eidem för Västerås stift. 2010 promoverades han till teologie jubeldoktor vid Uppsala universitet. Han var varit verksam som kyrkoadjunkt i Järna församling 1946–1955, pastoratsadjunkt i Uppsala domkyrkoförsamling 1958–1961, kyrkoherde i Gävle Heliga Trefaldighets församling 1961–1981 och prost i Gästriklands östra kontrakt 1970–1981.
Andrén har gjort sig känd som översättare från grekiska till svenska av kristna texter från de första århundradena. Redan 1958 utgav han en översättning av De apostoliska fäderna, som tryckts i många upplagor. År 1995 utgav han en översättning av Eusebios av Caesareas Kyrkohistoria, som också kommit i flera upplagor. Förutom en rad större, tematiskt ordnade översättningspublikationer, har han utgivit ett stort antal böcker med olika kyrkofäders skrifter översatta till svenska, exempelvis Athanasios av Alexandria, Augustinus, Gregorios av Nazianzos, Irenaeus av Lyon, Johannes Chrysostomos, Johannes Damaskenos, Johannes Moschos, Makarios, Origenes och Symeon den nye teologen. Till sin hundraårsdag 2016 publicerade han översättningen av Irenaeus omfångsrika skrift Adversus hæreses. Han har därefter utgivit flera ytterligare volymer.
Andrén var också ekumeniskt verksam i relationerna mellan Svenska kyrkan och Stockholms katolska stift och deltog i flera officiella luthersk-katolska samtalsgrupper och utredningar i Sverige, där man publicerat rapporterna Äktenskap och familj i kristen belysning (1975), Ekumenisk samsyn om dop och kyrkotillhörighet (1978) och  Biskopsämbetet (1988).
Han var också ledamot av 1969 års diakoniutredning, som 1972 utgav betänkandet Tjänsten åt nästan, och av Svenska kyrkans diakoninämnds vigningsutredning, med betänkandet Vigd till tjänst (1983). Andrén var ledamot av kyrkomötet 1969 och preses vid prästmötet i Uppsala 1974, där han framlade avhandlingen Kyrka och folkbildning i Sverige. Andrén var senior cleri i Svenska kyrkan och hade vid sin död varit präst i över 79 år.
- Ledamot av Kungliga Nordstjärneorden.
- Ledamot av Nathan Söderblom-sällskapet.

Olof Andrén är begravd på Gävle gamla kyrkogård.

## Tryckta skrifter
Se bibliografin "Olof Andréns tryckta skrifter 1945–2014" sammanställd av Brita Alroth och Andreas Wejderstam, i: Ad fontes. Festskrift till Olof Andrén på 100-årsdagen. Skellefteå 2015, s. 267–293.